# رافائل گابرلیان
رافائل ایوانی گابرلیان (ارمنی: Ռաֆայել Իվանի Կապրելյան؛ روسی: Капрэлян Рафаил Иванович؛ زاده ۲۲ آوریل ۱۹۰۹ – درگذشته ۱۲ ژوئیهٔ ۱۹۸۴) خلبان آزمایش افتخاری اتحاد شوروی، خلبان و فرد نظامی اهل ارمنستان بود.

## زندگی‌نامه
گاپریلیان در ۵ مه [سبک قدیمی: ۲۲ آوریل] ۱۹۰۹ در باکو در یک پزشک خانواده ارمنی به دنیا آمد و از مدرسه خلبانی هوانوردی عالی نظامی کراسنودار (۱۹۳۴) و دانشگاه دولتی هوانوردی غیرنظامی سن پترزبورگ (۱۹۳۲) فارغ‌التحصیل شد. وی همچنین برندهٔ جوایزی همچون قهرمان اتحاد شوروی (۱۹۷۵)، نشان لنین (۱۹۴۹; ۱۹۷۵)، نشان پرچم سرخ (۱۹۴۳)، نشان جنگ میهنی (درجه یک) (۱۹۴۴)، نشان پرچم سرخ کار (۱۹۴۸; ۱۹۵۷)، نشان ستاره سرخ، (۱۹۴۱; ۱۹۴۳) نشان برجسته افتخار (۱۹۶۱) و مدال دفاع از مسکو شده است. در ۱۲ ژوئیهٔ ۱۹۸۴ در سن ۷۵ سالگی در مسکو درگذشت و در گورستان کونتسفو به خاک سپرده شد.

## یادداشت
1. ↑  Կունցևսկոե գերեզմանատուն
2. ↑  Կրասնոդարի օդաչուների բարձրագույն ռազմական ավիացիոն ուսումնարան